# Anatol Szymaniuk
Anatol Szymaniuk (ur. 23 marca 1959) – polski duchowny prawosławny, ksiądz mitrat Polskiego Autokefalicznego Kościoła Prawosławnego, doktor nauk teologicznych, wykładowca akademicki Chrześcijańskiej Akademii Teologicznej w Warszawie (ChAT).

## Życiorys
Jest absolwentem Prawosławnego Seminarium Duchownego z 1980 oraz Chrześcijańskiej Akademii Teologicznej w Warszawie z 1986. W latach 1986–1991 studiował na Wydziale Teologicznym Uniwersytetu w Atenach. Święcenia kapłańskie otrzymał 24 listopada 1991. W 2003 uzyskał stopień doktora nauk teologicznych na Wydziale Teologicznym ChAT. Specjalizuje się w teologii historycznej Kościoła prawosławnego. Jest adiunktem Katedry Historii Kościoła Powszechnego i Autokefalicznych Kościołów Prawosławnych Wydziału Teologicznego ChAT oraz od września 1998 lektorem języka greckiego w Prawosławnym Seminarium Duchownym w Warszawie. Od 1995 jest proboszczem parafii prawosławnej p.w. św. Pantelejmona w Białymstoku–Zaściankach, piastuje również funkcję rzecznika prawosławnej kurii diecezji białostocko-gdańskiej.
Był jednym z delegatów Polskiego Autokefalicznego Kościoła Prawosławnego na Święty i Wielki Sobór Kościoła Prawosławnego.
W 2020 r. został nagrodzony mitrą.

## Wybrana bibliografia autorska
- Starożytne patriarchaty prawosławne (Wydawnictwo Uniwersytetu w Białymstoku, Białystok, 2005; ISBN 83-7431-060-X, wraz z ks. Marianem Bendzą)